# 阿波羅尼亞-阿爾蘇夫
阿波羅尼亞（希伯來語：‎），於早期伊斯蘭時代又名阿爾蘇夫（阿拉伯语：‎），是一座位於今日以色列沿海平原的古老城市，其在十字軍耶路撒冷王國統治時期被稱為阿蘇爾（Arsur）。城市的歷史最早可追朔至公元前六世紀後期，由阿契美尼德王朝在腓尼基建立，此後當地持續有人居住直到十字軍的到來。該城歷經塞琉古帝国、羅馬帝國和拜占庭帝國等政權的統治，並在拜占庭時期被重新命名為索茲烏薩（Sozusa）。其位於濱海凱撒利亞以南約34公里處，聳立在地中海岸邊的懸崖上。
城市在640年落入穆斯林手中，穆斯林將該城稱為阿爾蘇夫，並大力加強城防以應對拜占庭人的襲擊。1101年阿爾蘇夫被耶路撒冷王國征服，後續在第三次十字军东征期間的阿爾蘇夫戰役（1191年）即是發生於城市附近。1265年，阿爾蘇夫的要塞與城鎮遭馬木留克蘇丹國攻陷，兩者皆被完全摧毀。
阿爾蘇夫的遺址現在位於以色列特拉维夫北方的海爾茲利亞。該遺址從1994年開始密集挖掘。2002年，阿波羅尼亞國家公園正式向公眾開放。